# 俄伊战争 (1826年—1828年)
俄伊战争，又称俄波战争，是俄罗斯帝国和伊朗卡扎尔王朝之间于1826年至1828年间发生的一场战争。1813年《古利斯坦条约》结束了上一次俄伊战争。但是在英国人的鼓动下，法特赫-阿里沙·卡扎尔试图收复丧失的领土，1826年伊朗在主战派阿巴斯·米尔札的推动下决定开战，俄国外交官亚历山大·谢尔盖耶维奇·缅什科夫被软禁，最后伊朗战败，双方签署《土库曼恰伊条约》，伊朗丧失大片领土。